# Bordeta sexplagiata
Bordeta sexplagiata là một loài bướm đêm trong họ Geometridae.